# حساسية الأنف
التهاب الأنف التحسسي، المعروف أيضا باسم حمى القش أو طلاع، هو حالة تحدث عندما يرد جهاز المناعة بصورة مبالغ فيها للحساسية في الهواء. تشمل العلامات والأعراض سيلان الأنف أو انسداده، والعطس، والاحمرار، والحكة، والعيون الدامعة، وتورم حول العينين. عادة ما يكون سائل الأنف نظيفا. تظهر الأعراض في كثير من الأحيان في غضون دقائق بعد التعرض للحساسية ويمكن أن تؤثر على النوم، والقدرة على العمل، وعدم القدرة على التركيز في المدرسة. أولئك الذين تظهر أعراضهم بسبب حبوب اللقاح عادة ما تطور خلال أوقات معينة من السنة. يعاني كثير من الناس الذين يعانون من حساسية الأنف أيضا من الربو، والتهاب الملتحمة التحسسي، أو التهاب الجلد التأتبي.
وعادة ما تسبب حساسية الأنف عن طريق المواد المسببة للحساسية البيئية مثل حبوب اللقاح، شعر الحيوانات الأليفة، والغبار، أو العفن. تساهم الجينات الموروثة والتعرض للعوامل البيئية في تطوير الحساسية. تقلل النشأة في مزرعة ووجود الأشقاء من خطر الإصابة بالمرض. تضمنت الآلية كريين مناعي هـ الكامنة وراء الأجسام المضادة المترتبة على مسببات الحساسية في إطلاق المواد الكيميائية الالتهابية مثل الهستامين من خلية بدينة. عادة ما يستند التشخيص على السيرة المرضية المختلط مع اختبار وخز الجلد أو اختبارات محددة لحساسية الدم لكريين مناعي هـ. تكون نتيجة هذه الاختبارات في بعض الأحيان إيجابية بشكل خاطئ تشبه أعراض هذه الحساسية نزلات البرد؛ ومع ذلك، فإنها غالبا ما تستمر لأكثر من أسبوعين، وعادة لا تتضمن الحمى.
قد يقلل التعرض للحيوانات في وقت مبكر من الحياة من خطر الإصابة بالحساسية لهم في وقت لاحق. وهناك عدد من الأدوية قد يحسن الأعراض منها منشطات الأنف مثل الأدوية بما في ذلك الكورتيكوستيرويد ومضاد الهستامين مثل ديفينهيدرامين، كرومولين الصوديوم، ومضادات الليكوترين مستقبلات مثل المونتيلوكاست. ولكن الأدوية ليست كافية أو مرتبطة مع الآثار الجانبية في كثير من الحالات. تعريض الناس لكميات أكبر وأكبر من مسببات الحساسية، والمعروفة باسم حساسية العلاج المناعي هو غالبا ما تكون فعالة. قد ييت إعطاء مسببات الحساسية على شكل حقن تحت الجلد أو في شكل قرص تحت اللسان. وعادة ما يستمر العلاج 3-5 سنوات بعد والتي قد تستمر فوائده لمدة طويلة.
التهاب الأنف التحسسي هو نوع من الحساسية التي تؤثر على أكبر عدد من الناس. يتأثر بين 10-30٪ من الناس في الدول الغربية في سن معينة. وهو أكثر شيوعا بين سن العشرين والأربعين. وأول وصف دقيق كان من الطبيب أبي بكر الرازي في القرن العاشر. تم تحديد اللقاح كسبب في عام 1859 من قبل تشارلز بلاك لاي. بينما تم اكتشاف الطريقة في عام 1906 بواسطة كليمنس فون بيركيه. وجاء الارتباط مع القش في وقت مبكر بسبب نظرية (غير صحيحة) أن الأعراض ناجمة عن رائحة القش الجديد.

## العلامات والأعراض

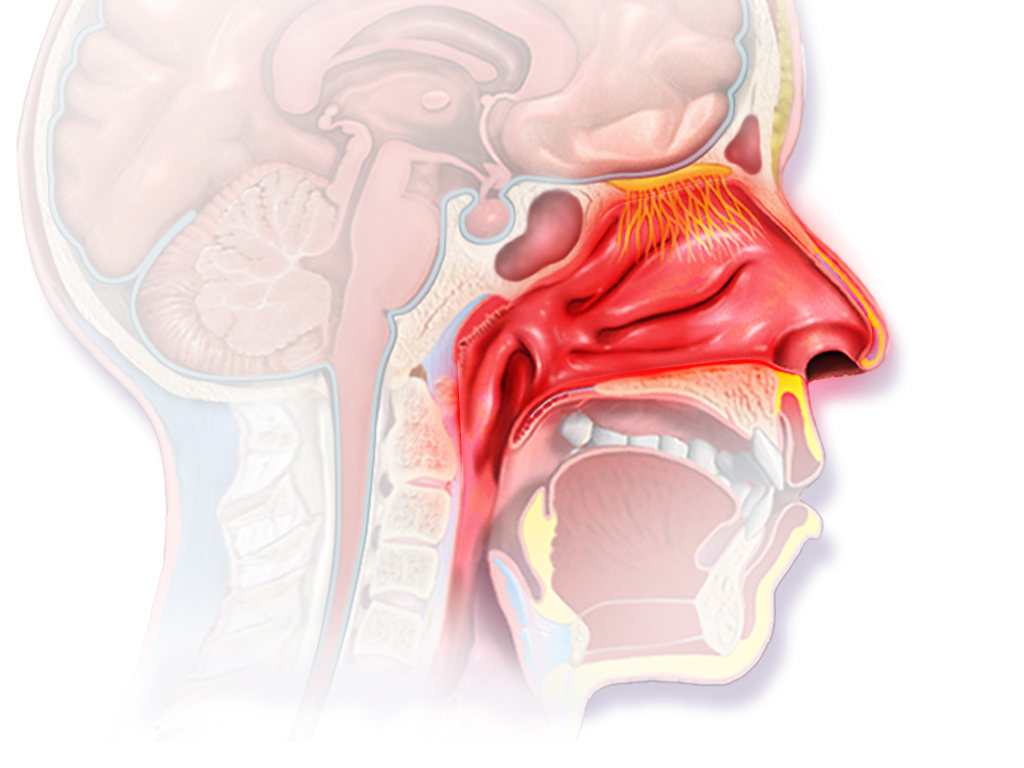
رسم توضيحي يصور الإتهاب المرتبط بحساسية الأنف

الأعراض المميزة لالتهاب الأنف التحسسي هي: سيلان الأنف (إفراز الأنف الزائد)، والحكة، ونوبات العطس، واحتقان الأنف وانسداده. نتائج الفحوص البدنية المميزة تورم في الملتحمة وحمامى، وتورم الجفن، وانخفاض الركود الوريدي جفن (حلقات تحت العينين. المعروفة باسم «هالات الحساسية»)، المحارات الأنفية المنتفخة، وانصباب من الأذن الوسطى.
يمكن أيضا أن تكون هناك علامات سلوكية. من أجل تخفيف التهيج أو تدفق المخاط، فإن الناس قد تقوم بمسح أو فرك الأنف مع كف أيديهم في حركة تصاعدية: إجراء المعروفة باسم «تحية الأنف» أو تحية الحساسية. وهذا قد يؤدي إلى جعد عبر الأنف (أو أكثر كل منخر إذا تم محو جانب واحد فقط من الأنف في وقت واحد)، ويشار إليها باسم «تجعد الأنف عرضية»، ويمكن أن يؤدي إلى تشوه جسدي دائم إذا تكررت بما فيه الكفاية.
قد يجد الناس حدوث تفاعل متبادل أيضا. على سبيل المثال، شخص لديه حساسية من البتولا حبوب اللقاح قد تجد أيضا أن لديه رد فعل لحساسية الجلد من التفاح أو البطاطا. ومن العلامات الواضحة على ذلك هو حدوث حكة في الحلق بعد تناول تفاحة أو العطس عند تقشير البطاطس أو التفاح. يحدث هذا بسبب التشابه في البروتينات من حبوب اللقاح والغذاء. وهناك العديد من المواد التي يحدث بها تفاعل متبادل. حمى القش ليست حمى حقيقية، وهذا يعني أنها لا تتسبب في درجة حرارة الجسم الأساسية في حمى أكثر من 37,5 حتي 38,3 درجة مئوية (99,5 حتي 100,9 درجة فهرنهايت).

### مضاعفات
قد تسبب حساسية الأنف الحساسية التهاب الجيوب الأنفية المتكرر بسبب عرقلة لفتحات الجيوب الأنفية. فإنه قد يؤدي إلى تشكيل سلائل الأنف. يمكن أن تؤدي حساسية الأنف إلى التهاب الأذن الوسطى خطير ومشاكل تقويم الأسنان. الأشخاص الذين يعانون من حساسية الأنف يكون أربعة أضعاف مخاطر الإصابة الأكزيما والربو، والاكتئاب.

## الأسباب
- يلعب العامل الوراثي دور اساسي في حساسية الانف حيث انه إذا كان أحد من الاقارب مثل الاب أو الام أو الاخوة مصاب فان معدل الإصابة بالحساسية يرتفع.
- حساسية الأنف الناجمة عن غبار الطلع من نباتات موسمية محددة والمعروف باسم «حمى القش»، لأنها الأكثر انتشارا خلال تجهيز التبن للموسم. ومع ذلك، فمن الممكن أن تكون حساسية الأنف على مدار السنة. حبوب اللقاح التي تسبب حمى القش تختلف بين الأفراد وبين منطقة وأخرى. وبشكل عام فإن الطلع الصغير جدا الذي يرى بالكاد يُعتبر هو السبب الرئيسي. أمثلة من النباتات المسؤولة عادة عن حمى القش وتشمل:
- الأشجار: مثل الصنوبر، البتيولا، جار الماء، بندق، شرد، كستناء الحصان، الحور، دلب، زيزفون، والزيتون. تعتبر البتيولا في خطوط العرض الشمالية هي حبوب اللقاح الأكثر سببا للحساسية، مع ما يقدر ب 15-20٪ من المصابين بحمى القش حساسية لحبوب اللقاح البتولا. مستضد رئيسي في هذه هو بروتين يسمى (Bet V I) لقاح الزيتون هو الأكثر تسببا بالمرض في مناطق البحر الأبيض المتوسط. و (سوجي) هي التي تسبب حمى القش في اليابان في المقام الأول وحبوب لقاح شجرة (Chamaecyparis obtusa).
- وتشمل الأشجار «صديقة الحساسية»: مران (إناث فقط)، القيقب الأحمر، الحور الأصفر، القرانيا، الماغنوليا، زهرة الكرز المزدوجة، والشوح، والتنوب، وزهرة الخوخ [19].
- قد تنجم الحساسية أيضا بسبب التعرض لبعض أنواع الدخان أو الروائح

## العلاج
وسائل العلاج:
ويرتكز علاج الحساسية الأنفية على شيئين:
- علاج وقائي
- علاج دوائي

### العلاج الوقائي
- الابتعاد عن العناصر المسببة للحساسية، ويعنى هذا التحكم في المحيط الخارجي الذي يعيش فيه المريض وذلك بالقيام بالآتي:
  - بالنسبة لطلع النبات والذي يكثر عادة في موسم الربيع وبداية الصيف، وينصح في مثل هذه الأوقات بقفل النوافذ بإحكام في المنزل والسيارة، والابتعاد عن الحدائق والبساتين واستعمال بخاخ الأنف المسمى بالصوديوم كروموجلايكيت، وذلك لمدة ستة أسابيع قبل بداية موسم الربيع.
  - بالنسبة للحيوانات يبتعد المصاب عن الحيوانات التي تسبب له الحساسية مثل القطط، والخيل والطيور.
- بالنسبة لعثة ذرة الغبار: وهي أجسام ميكروسكوبية دقيقة حية تتغذى على خلايا الجلد التي يلفظها الجسم، وعندما تجف فضلات هذه العثة وتتطاير في الهواء يستنشقها المصاب فتظهر أعراض الحساسية عليـه. وتعيش هذه العـثة على أغطيـة الوسائد والسرر والبسط والستائر والأثاث المنجد. وللأسف لا يمكن القضاء عليها ولكن يمكن التقليل من وجودها باتباع الأتي:
  - تغطية الوسائد بأنسجة لا تحـتفظ بالغبار.
  - عدم استعمال الوسائد المحشوة بالريش أو استعمال البطانيات المصنوعة من الصوف.
  - يجب غسل أغطية الوسائد والسرر مرة على الأقل أسبوعيا.
  - تنظيف الأرضية والسجـاد بصفة منتظمة وبالمكنسة الكهربية، على ألا يقوم بذلك المصاب نفسه.
  - تنظيف قطع الأثاث بقماشة مبتلة.
  - التقليل قدر الإمكان من الأثاث الموجود في غرفة نوم المصاب والاستعاضة بالستائر المعدنية بدلا عن الستائر العادية.
  - الاحتفاظ بالملابس في دولاب مقفل.
  - عدم السماح بدخول الحيوانات لغرفة المصاب.
  - تخفيض درجة رطوبة المنزل إلى اقل من 20% ودرجة الحرارة إلى أدنى حد محتمل.

### العلاج الدوائي
- عموماً تعطى الأدوية المضادة للحساسية، وإذا تأكد وجود محسس معين بعد الفحوصات، فيمكن اعطاء علاج لفترة محددة ويسمى العلاج Desensitisation Course، ويمكن تعاطي العلاجات حسب وصف الطبيب وشدة المرض.
- يفضل اعطاء الكورتيزون وبإشراف خاص من قبل الطبيب